# Rio Elsieskraal
Rio Elsieskraal é um rio da África do Sul.